# Ernst Walkowski
Ernst Walkowski (* 22. März 1931 in Teuchern; † 20. April 2011) war ein deutscher Diplomat. Er war Botschafter der DDR in Spanien, Belgien und Luxemburg.

## Leben
Walkowski absolvierte eine Ausbildung zum Kfz-Schlosser. Er wurde Mitglied der SED und arbeitete von 1949 bis 1959 im Staatsapparat. 
Er studierte Außenpolitik an der Deutschen Akademie für Staats- und Rechtswissenschaft und schloss sein Studium 1965 als Diplomstaatswissenschaftler ab. Von 1963 bis 1970 war er Mitarbeiter der Abteilung Internationale Verbindungen im ZK der SED. Im Februar 1970 nahm er zusammen mit Hermann Axen, Alfred Kurella und Egon Winkelmann am XIX. Parteitag der Französischen Kommunistischen Partei (FKP) teil. Es war das erste Mal, dass eine SED-Delegation als Gast an einem FKP-Parteitag teilnehmen konnte, nachdem der französische Staatspräsident Georges Pompidou die Zustimmung zur Einreise gegeben hatte. Von 1971 bis 1975 wirkte er als Geschäftsträger an der Handelsvertretung bzw. der Botschaft der DDR in Paris, 1975/76 als Gesandter. Von 1978 bis 1985 war er Botschafter der DDR in Madrid und von 1986 bis 1990 in Brüssel. Von dort aus war er zweitakkreditiert in Luxemburg. Im Oktober 1987 begleitete er Erich Honecker bei seinem ersten Staatsbesuch in Belgien.

## Auszeichnungen
- Vaterländischer Verdienstorden in Bronze (1974)